# Haestasaurus becklesii
Haestasaurus becklesii es la única especie conocida del género extinto Haestasaurus de dinosaurio saurópodo macronario, que vivió a principios del período Cretácico hace aproximadamente 140 millones de años, durante el Berriasiense, en lo que ahora es Europa. 

## Descripción
Siendo un saurópodo, Haestasaurus era un gran herbívoro cuadrúpedo de cuello alargado. Existe poca información disponible acerca de su constitución dado que solo se conoce la extremidad delantera de este animal. Una indicación del tamaño de Haestasaurus se encuentra en la longitud de los elementos de la pata. El húmero mide 599 milímetros de largo, el cúbito es de 421 milímetros y el radio, situado junto al cúbito en el antebrazo, tiene una longitud de 404 milímetros.

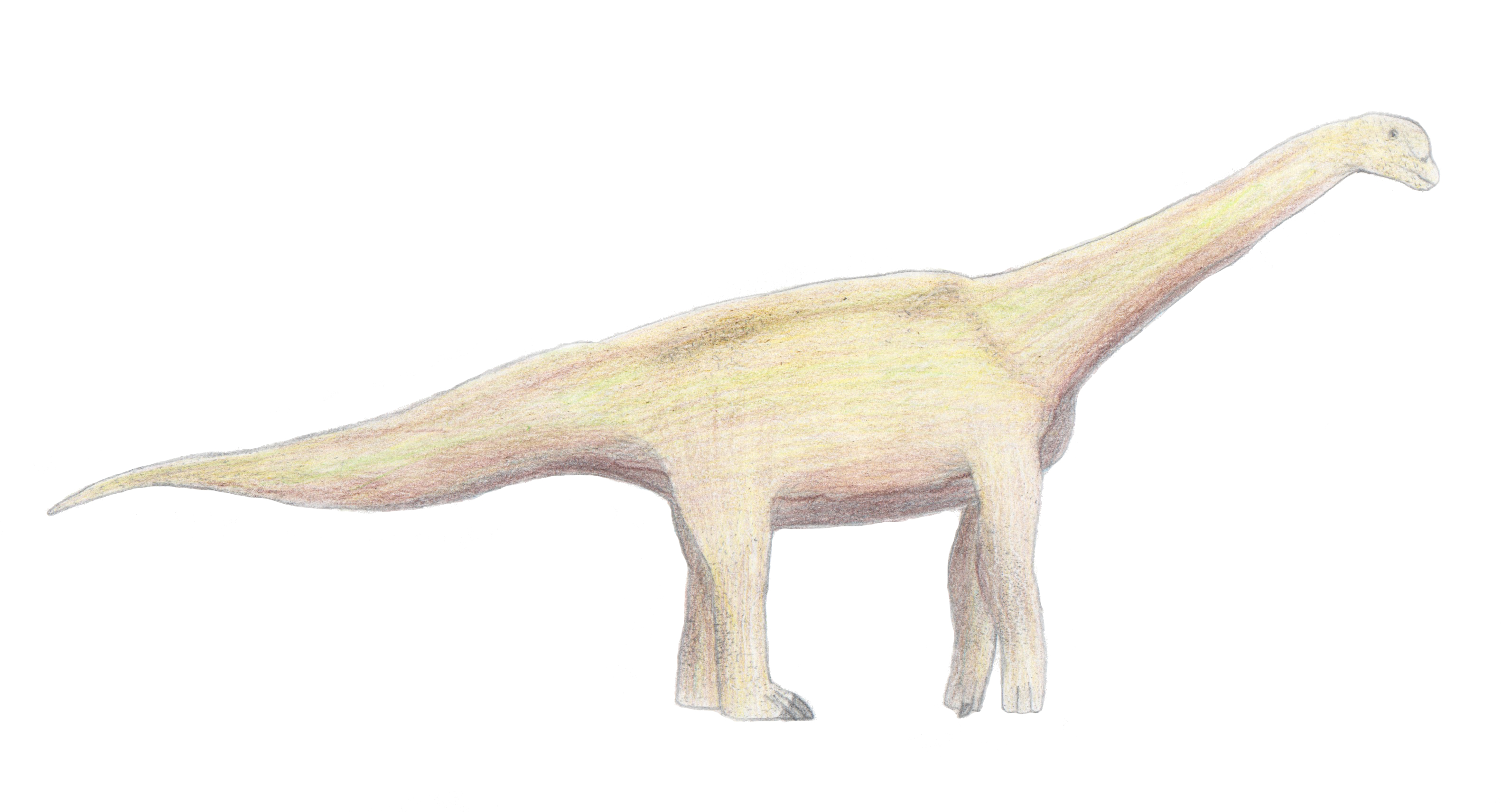
Recreación.

Un estudio publicado en 2015 encontró varios rasgos anatómicos único, autapomorfias, que distinguen a Haestasaurus de las especies relacionadas. La esquina frontal interior es protuberante, formando lo que se conoce como el proceso entreepicondilar anterior, entre los cóndilos frontales del húmero inferior hay dos crestas verticales pequeñas. La superficie superior de radio tenía, medido desde el frente hasta la parte posterior, su mayor anchura a lo largo del borde exterior, cuyo borde es casi derecho en lugar de ser fuertemente convexo. La parte frontal inferior del radio es levemente cóncava entre las crestas externa e interna. Una combinación única se encuentra en el robusto cúbito, su superficie superior tiene una anchura igual a más del 40% de la longitud del eje, con un radio delgado cuya anchura superior representa menos del 30% de la longitud total.

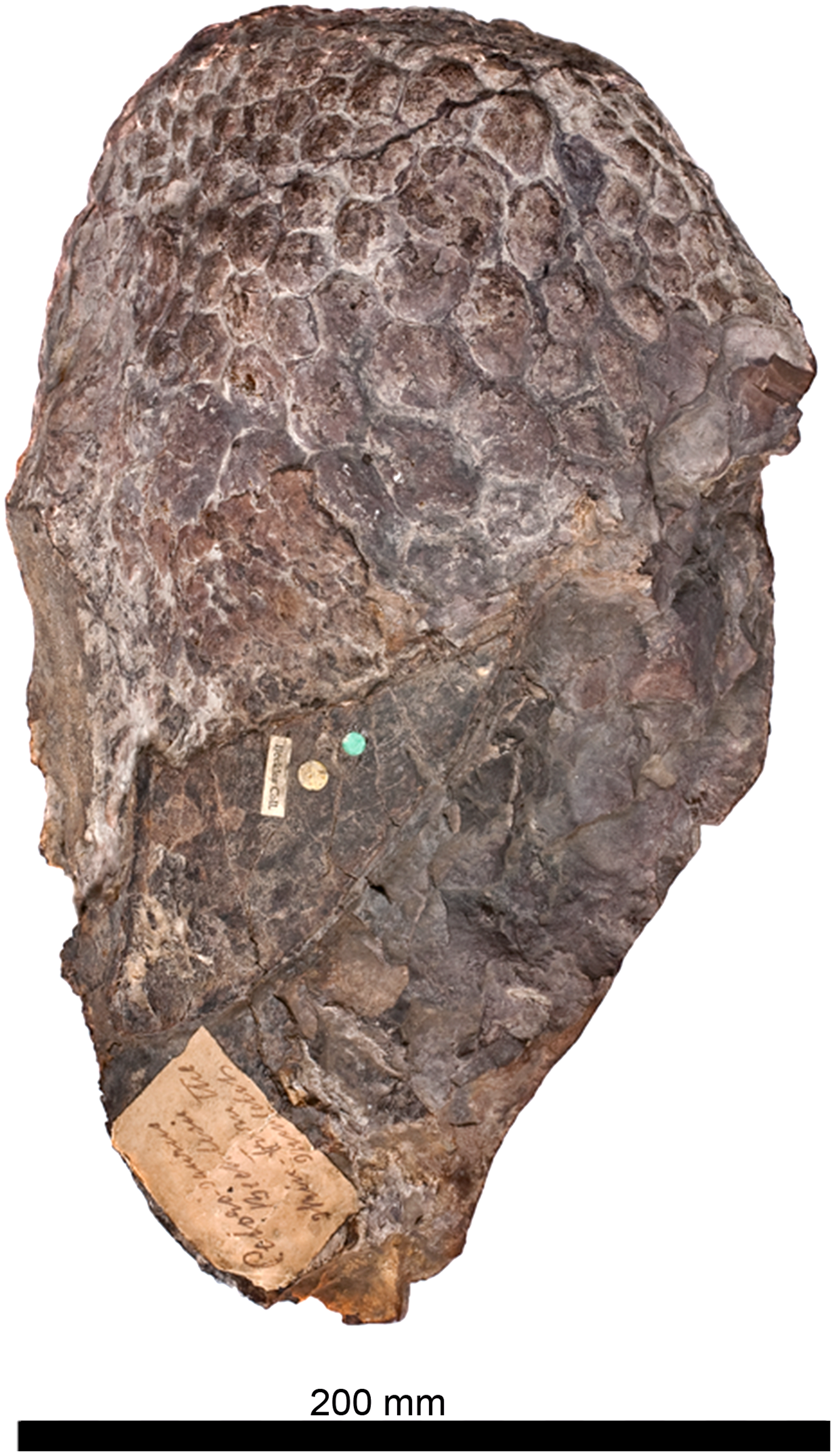
Impresión de piel.

Una roca asociada con la extremidad delantera, NHMUK R1868, fue el primer espécimen conocido que preservaba partes de piel de saurópodo. Estas probablemente no son impresiones dado que la superficie visible de las escamas es convexa, sino que corresponden a moldes naturales. El área preservada es de 215 milímetros por 195 mm. Esta muestra escamas hexagonales que no se solapan entre sí, con un diámetro de entre diez a veinticinco milímetros. Las escamas decrecen gradualmente de tamaño, hacia lo que sería el codo, para proporcionar una mayor flexibilidad. Estas escamas se asemejan bastante a las impresiones de piel de hallazgos posteriores de saurópodos.

## Descubrimiento e investigación

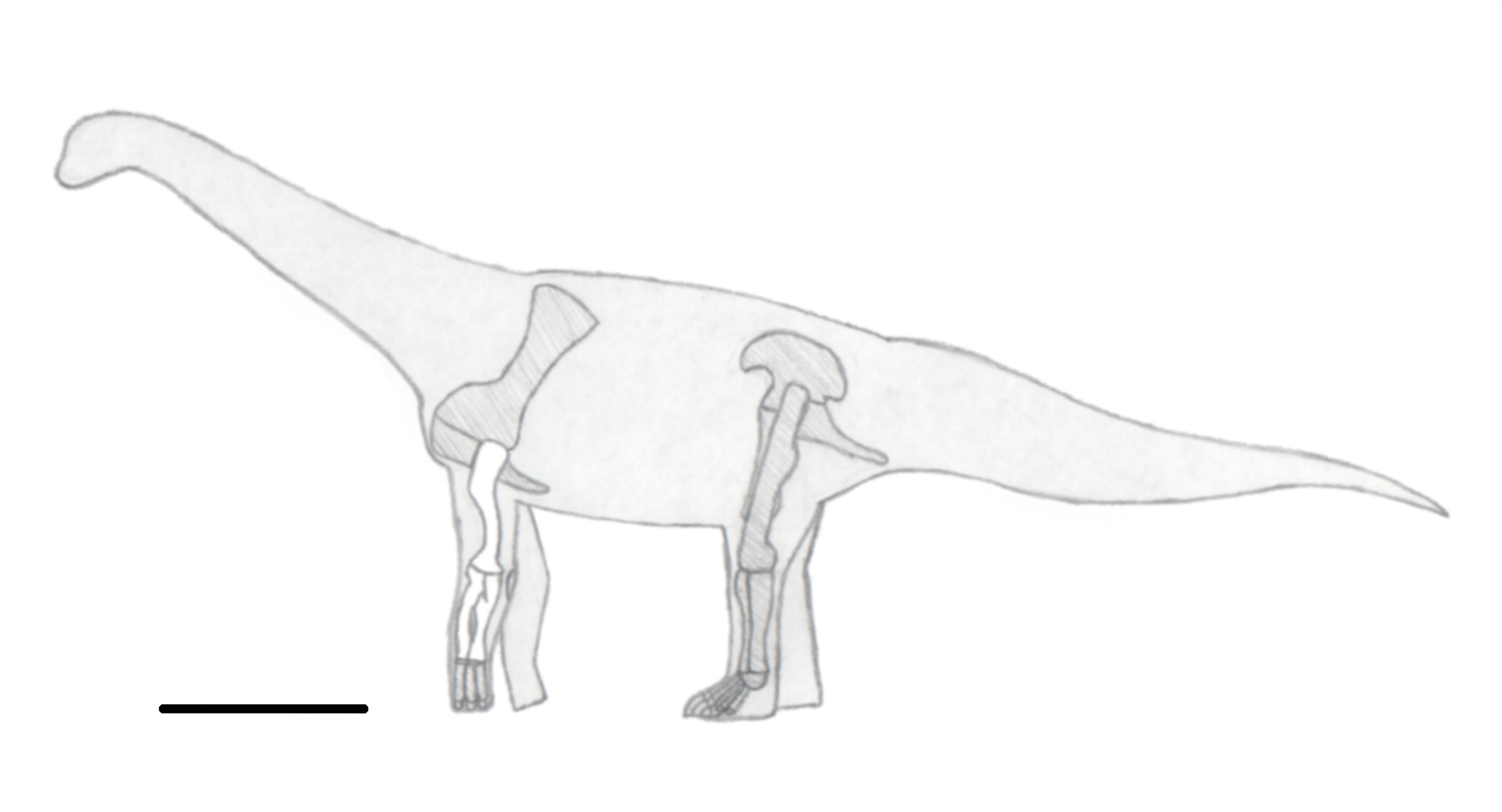
Restauración del esqueleto de Haestasaurus, con el material conocido en blanco. La barra de escala = 1m.

La única especie conocida es Haestasaurus becklesii. En 1852, el coleccionista Samuel Husband Beckles obtuvo un bloque de roca de la Arenisca de Wealden que se había hecho visible durante una marea baja en la costa de East Sussex cerca de Hastings. La localidad precisa es desconocida. El bloque contenía una gran pata delantera que fue estudiada por Gideon Mantell. Ese mismo año, Mantell durante una conferencia nombró al hallazgo como una segunda especie de Pelorosaurus: Pelorosaurus becklesii, cuyo nombre binomial honra a Beckles.
Al principio, Pelorosaurus becklesii recibió poca atención, quizás porque sus fósiles permanecieron en la colección privada de Beckles, luego serían adquiridos por el British Museum of Natural History en 1891. En 1888, Richard Lydekker describió un olde presente en el museo, BMNH R28701, pero parece que no estaba al tanto de su estatus como especie separada y lo refirió erróneamente como procedente de la Isla de Wight. En 1889, el paleontólogo estadounidense Othniel Charles Marsh acuñó la nueva combinación Morosaurus becklesii. Sin embargo, esto no fue aceptado por Lydekker, quien en una publicación posterior refirió el material a Cetiosaurus brevis. En 1932, Friedrich von Huene concluyó que P. becklesii representaba un género separado pero no proporcionó un nuevo nombre, denominándolo como "Gen. (?) becklesii", cuyo signo de interrogación indica un género desconocido que podría ser un miembro de los Camarasaurinae dentro de la familia Brachiosauridae. En 1990, John Stanton Mcintosh confirmó que esta especie no pertenecía al mismo género que Pelorosaurus conybeari.
En 2015, Paul Upchurch, Philip D. Mannion y Michael P. Taylor, habiendo establecido que P. becklesii difería en muchos rasgos de Pelorosaurus conybeari y que no era su especie hermana, nombraron al género independiente Haestasaurus. El nombre del género se deriva de Haesta, el presunto jefe tribal sajón del siglo V. cuya existencia se ha deducido del nombre original de Hastings, Haestingas, "el pueblo de Haesta", y el término griego sauros, "reptil". La nueva combinación es por tanto Haestasaurus becklesii. La especie tipo sigue siendo Pelorosaurus becklesii. El nombre fue publicado en una revista electrónica, PLoS ONE. Dichos nombres requieren un Life Science Identifier que en este caso es 9D2E9827-D6D5-444A-A01C-69CAE4FFCA22.

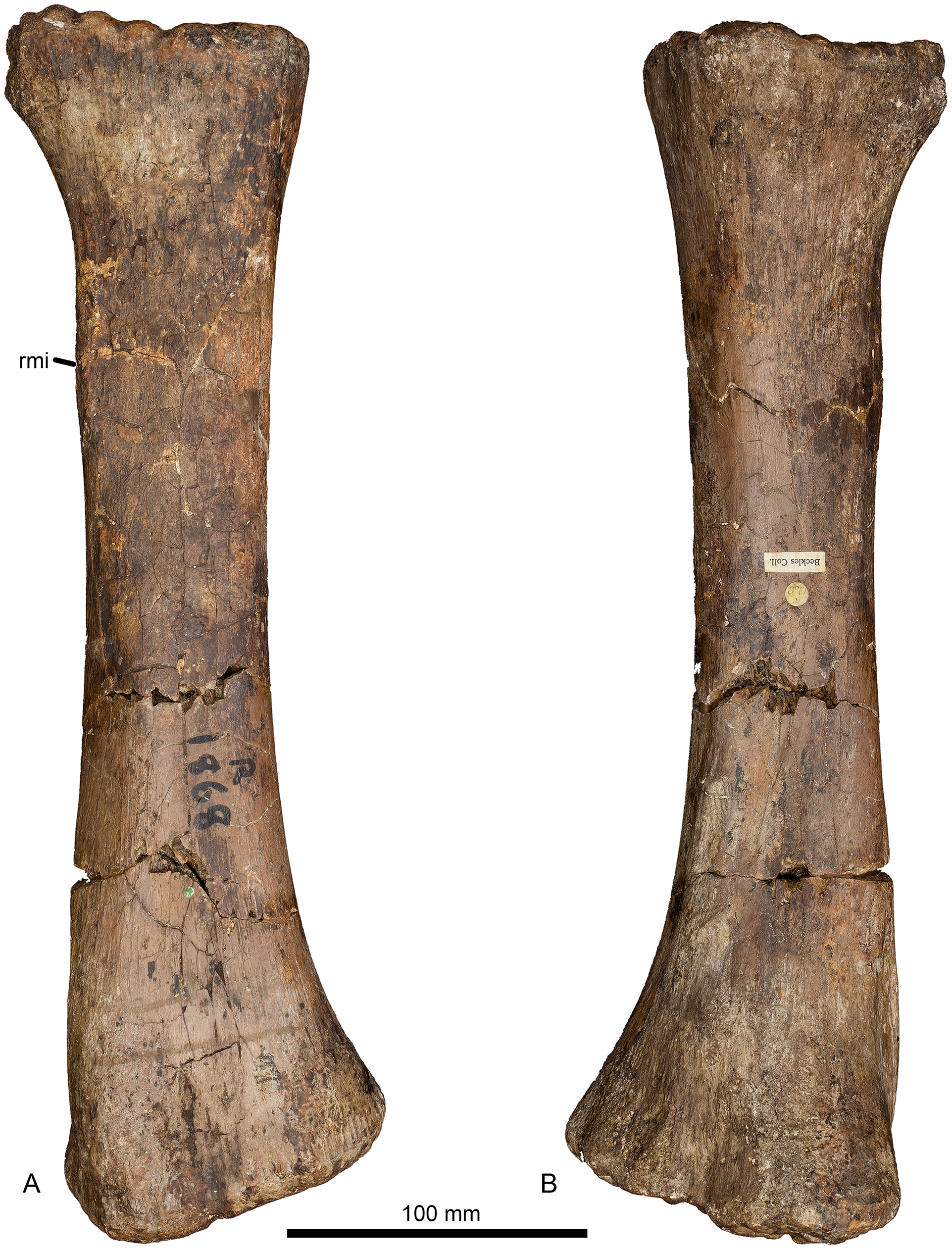
Radio izquierdo.

El holotipo, NHMUK R1870, fue hallado en una capa de los Lechos de Hastings que data de las épocas del Berriasiense al Valanginiense, hace aproximadamente 140 millones de años. Consiste de la extremidad delantera izquierda con el húmero, el cúbito y radio asociados. El espécimen NHMUK R1868 era parte del bloque original y consiste del molde natural de piel. Cuando se adquirió la colección de Beckles, un metacarpo fue referido a P. becklesii, el espécimen NHMUK R1869, pero su gran tamaño descarta que pertenezca al holotipo.

## Clasificación

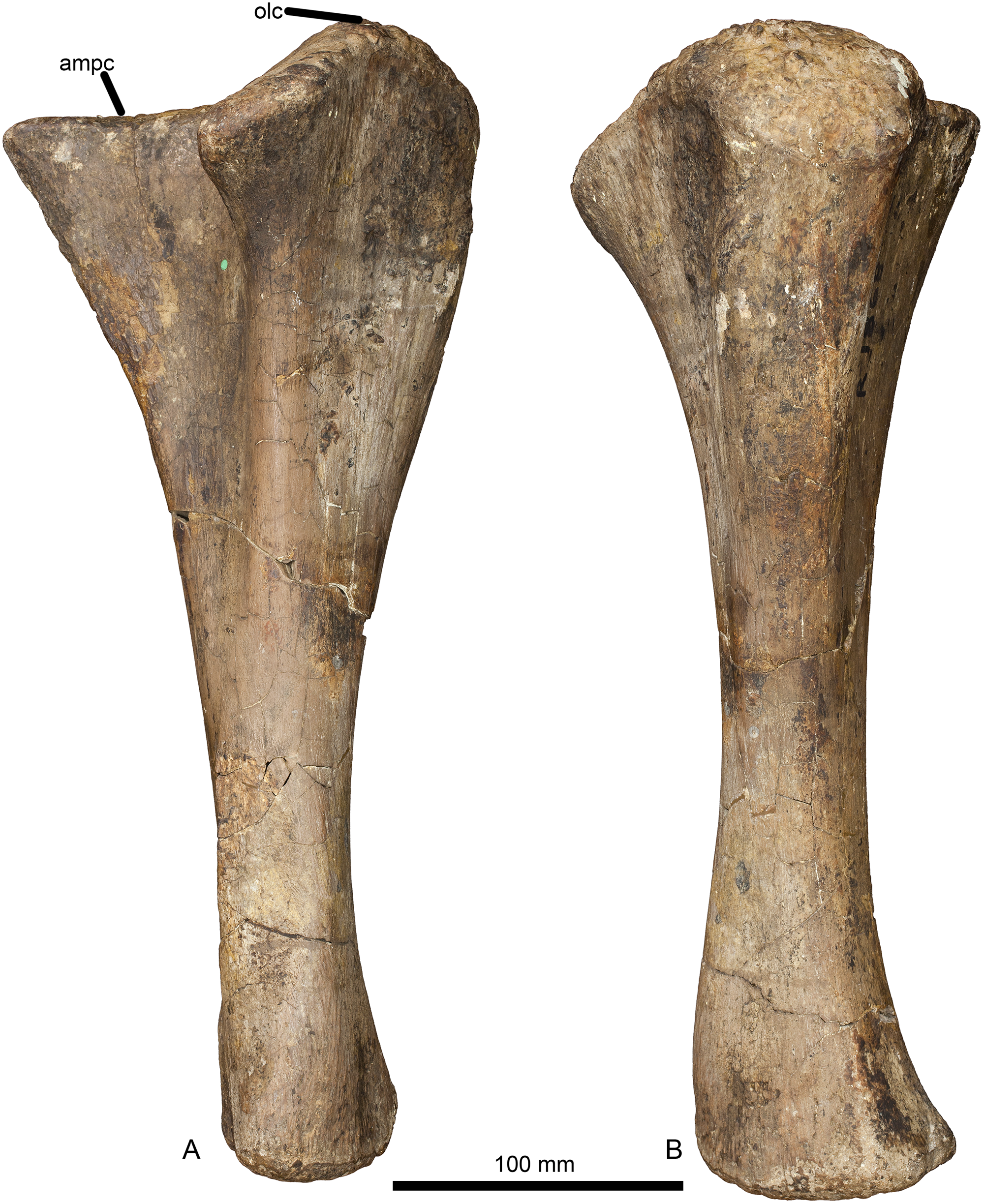
Cúbito izquierdo.

A finales del siglo XX, muchos investigadores estaban de acuerdo en que P. becklesii era un miembro de los Titanosauriformes, posiblemente perteneciente al grupo Titanosauria. En el último caso sería uno de los más antiguos titanosaurios europeos conocidos. Para el estudio de 2015 se realizaron detallados análisis cladísticos a fin de establecer la posición exacta de Haestasaurus en el árbol evolutivo. Sin embargo, debido al limitado material disponible, fue imposible obtener una solución única a este interrogante. Se presentaron dos posibles alternativas. Una posibilidad sería que Haestasaurus fue en realidad un miembro basal de Titanosauria. La otra idea es que en cambio Haestasaurus fuese un miembro basal de un clado mayor, los Macronaria, y por lo tanto fuera un pariente cercano de dinosaurios como Camarasaurus, Janenschia o Tehuelchesaurus. Los autores prefirieron la última posibilidad debido a que los rasgos que indicaban su pertenencia a los Titanosauria, como el húmero y cúbito robustos pudieron fácilmente haberse desarrollado en un proceso de evolución convergente, al ser adaptaciones para soportar el peso. Por lo tanto, Haestasaurus podría representar la supervivencia tardía de un raro macronariano basal.